# Renate Hauschild-Thiessen
Renate Marianne Hauschild-Thiessen (* 6. April 1929 in Hamburg; † 27. August 2020 ebenda) war eine deutsche Historikerin.

Renate Hauschild-Thiessen legte ihr Abitur 1949 an der Klosterschule in Hamburg ab. Sie wurde in Geschichte promoviert. Sie legte zahlreiche Arbeiten zur hamburgischen Geschichte, vor allem des 19. und 20. Jahrhunderts vor. Ein besonderes Forschungsinteresse hatte sie für die höhere Mädchenbildung in Hamburg. Ihre Forschung war geprägt von einem stark biografisch geprägten Zuschnitt. Der überwiegende Teil ihrer biografischen Forschungsarbeit widmete sie männlichen Biografien. Zu ihren bekanntesten Veröffentlichungen zählen Die Hamburger Katastrophe im Sommer 1943 in Augenzeugenberichten und Bürgerstolz und Kaisertreue. Sie erschloss das Tagebuch des angesehenen Bankiers Cornelius von Berenberg-Gossler. Im Jahr 1985 veröffentlichte sie auszugsweise von Martin Haller die ersten Bände seiner Erinnerungen. Nach der Gedenkausstellung von 1925 erfuhr Hallers reiche Quellenüberlieferung mit der Veröffentlichung Hauschild-Thiessens erstmals eingehendere Beschäftigung. Sie legte fast 70 Kurzbiografien für die Hamburgische Biografie vor.
Hauschild-Thiessen war seit 1959 Mitglied im Verein für Hamburgische Geschichte. Sie war die erste Frau, die in den Vorstand des Vereins für Hamburgische Geschichte kooptiert wurde. Von 1964 bis 2009 war sie Herausgeberin der Hamburgischen Geschichts- und Heimatblätter. Sie war Trägerin der Lappenberg-Medaille (2008) und der Medaille für treue Arbeit im Dienste des Volkes. Ihr wurde in „Anerkennung ihrer Verdienste um die Erforschung und Verbreitung der Kenntnis der Geschichte Hamburgs“ die Ehrendoktorwürde vom Fachbereich Philosophie und Sozialwissenschaften der Universität Hamburg verliehen.

## Schriften
Monographien
- 100 Jahre Abraham-Philipp-Schuldt-Stiftung. Gesellschaft der Bücherfreunde zu Hamburg, Hamburg 1996.
- Bürgermeister Johann Georg Mönckeberg (= Hamburgische Lebensbilder. Band 1). Verlag Verein für Hamburgische Geschichte, Hamburg 1989, ISBN 3-923356-26-9.
- Rohkakaohandel in Hamburg 1911–1986. Verein der am Rohkakaohandel Beteiligten Firmen, Hamburg 1986.
- 150 Jahre Grundeigentümer-Verein in Hamburg von 1832 e. V. Ein Beitrag zur Geschichte der Freien und Hansestadt Hamburg. Hamburg 1982.
- Bürgerstolz und Kaisertreue. Christians, Hamburg 1979, ISBN 3-7672-0645-5.
- Die Klosterschule von 1872 bis zum ersten Weltkrieg. Ein Beitrag zur Geschichte der höheren Mädchenbildung in Hamburg. Christians, Hamburg 1972.
- Die ersten Hamburger im Goldland Kalifornien. Christians, Hamburg 1969.

Quellenwerke
- Die Hamburger Katastrophe im Sommer 1943 in Augenzeugenberichten (= Veröffentlichungen des Vereins für Hamburgische Geschichte. Band 38). Verein für Hamburgische Geschichte, Hamburg 1993.
- Martin Haller: Erinnerungen an Kindheit und Elternhaus. Gesellschaft der Bücherfreunde, Hamburg 1985.